# نيقولاس كرافتس
نيقولاس فرنسيس روبرت كرافتس (بالإنجليزية: Nicholas Crafts)‏ (مواليد التاسع من مارس 1949 في نوتنجهام بإنجلترا) أستاذ الاقتصاد وتاريخ الاقتصاد بجامعة وارويك ويشغل هذا المنصب منذ عام 2005. وقبل ذلك شغل منصب أستاذ تاريخ الاقتصاد بكلية لندن للاقتصاد والعلوم السياسية (LSE) بين عامي 1995 و2005. وقام أيضًا بالتدريس في برنامج ماجستير إدارة الأعمال التنفيذية العالمية TRIUM في اتفاقية بين كلية ستيرن للاقتصاد بجامعة نيويورك وكلية لندن للاقتصاد والعلوم السياسية وكلية الإدارة بالدراسات التجارية العليا بباريس (HEC). وأكثر المجالات التي تشغل اهتماماته هي الاقتصاد البريطاني في المائتي عامًا المنصرمة، والنمو الاقتصادي الأوروبي، والبيانات التاريخية حول الاقتصاد البريطاني والثورة الصناعية وتوزيع الدخل العالمي، وخاصة فيما يتعلق بمؤشر التنمية البشرية. وقد قدّم قدرًا كبيرًا من الأوراق البحثية للمجلّات الأكاديمية المتخصصة والحكومة البريطانية والمؤسسات الدولية مثل صندوق النقد الدولي.
خلال فترة الثمانينيات زعم كرافتس أنه خلال الثورة الصناعية تم تكريس نسبة كبيرة على نحو غير طبيعي من الاقتصاد البريطاني (مقارنة بالدول التي صارت صناعية فيما بعد) للصناعة والتجارة الدولية وأن الاقتصاد البريطاني كان يميل دائمًا إلى النمو البطيء. وعندما تفوقت ألمانيا والولايات المتحدة الأمريكية - كلتاهما من الدول الكبرى - على بريطانيا في أواخرالقرن التاسع عشر، فلم يكن ذلك نتيجة تباطؤ الأداء البريطاني.

## النشأة
درس كرافتس في مدرسة برانتس. وأصبح طالبًا في كلية ترينيتي، كامبريدج وتخرّج عام 1974.

## نبذة عن المسار المهني
عمل محاضرًا في الفترة ما بين 1971 إلى 1972 في تاريخ الاقتصاد بجامعة إكسيتر. 
وفي الفترة ما بين 1974 وعام 1976 كان أستاذ مساعد زائر في الاقتصاد بجامعة كاليفورنيا، بيركلي. وفي الفترة ما بين 1977 وعام 1986 عمل زميلًا وشغل منصب المسؤول عن الطلاب الجامعيين في الاقتصاد بجامعة أكسفورد. 
وفي الفترة ما بين 1987 و1988 عمل أستاذًا لتاريخ الاقتصاد بجامعة ليدز، ومن عام 1988 حتى عام 1995 شغل منصب أستاذ لتاريخ الاقتصاد بجامعة وارويك. 
ومن عام 1995 حتى عام 2005 عمل أستاذًا لتاريخ الاقتصاد بكلية لندن للاقتصاد.
وفي عام 2005 انضم ثانية لجامعة وارويك حيث ألقى محاضرات حول تاريخ الاقتصاد.

### كرافتس والثورة الصناعية البريطانية
قدم نيك كرافتس بالتعاون مع نيك هارلي تفسيرات جديدة شديدة التأثير متعلقة بالثورة الصناعية البريطانية في فترة الثمانينيات. فقد قاسا معدلات نمو الصناعات المتنوعة، والقطاعات المختلفة للاقتصاد وذلك لقياس نمو الاقتصاد البريطاني خلال الثورة الصناعية. وقد وجدا أن نسبة النمو الكلي كانت أقل مما كان يُعتقد في السابق وكان مُنصبًّة على صناعتين هما: القطن والحديد. اعتمد قليل من المؤرخين (ليس كرافتس نفسه) على هذه الأرقام لطرح فكرة أنه لم يكن من اللائق وصف الفترة بأنها فترة «ثورة صناعية». وقد ذكر كثيرون أنه بالرغم من أن نسب النمو كانت أكثر بطئًا وثباتًا خلال فترة الثورة الصناعية مقارنة بالتصور السابق حولها، إلا أن فكرة «الثورة الصناعية» كانت لا تزال صحيحة.